# Rostträdklättrare
Rostträdklättrare (Dendrocincla homochroa) är en fågel i familjen ugnfåglar inom ordningen tättingar.

## Utseende och läte
Rostträdklättraren är genomgående bjärt rödbrun, med ljust gråaktig ögonring. Den är vanligtvis rätt tystlåten, men avger ibland sorgsamma jamande ljud och en tjippande skallrig sång.

## Utbredning och systematik
Rostträdklättrare delas in i fyra underarter med följande utbredning:
- Dendrocincla homochroa homochroa – södra Mexiko till Guatemala och Honduras
- Dendrocincla homochroa acedesta – sydvästra Nicaragua och västra Costa Rica till västligaste Panama
- Dendrocincla homochroa ruficeps – östra Panama, nordvästra Venezuela (Lara, Mérida, Barinas och Apure)
- Dendrocincla homochroa meridionalis – Sierra de Perija vid gränsen mellan Colombia och Venezuela

## Levnadssätt
Rostträdklättare hittas i fuktig tropisk skog, nästan alltid i association med svärmande vandringsmyror. Den ses enstaka eller i grupper om två eller tre, ofta med rostvingad trädklättare och randig trädklättrare. Arten sitter vanligen uoorätt på slanka trädstammar rätt lågt nära marken, mindre ofta högre upp. 

## Status och hot
Arten har ett stort utbredningsområde, men tros minska i antal, dock inte tillräckligt kraftigt för att den ska betraktas som hotad. Internationella naturvårdsunionen IUCN listar arten som livskraftig (LC). Beståndet uppskattas till i storleksordningen 50 000 till en halv miljon vuxna individer.